# Olympische Sommerspiele 1948/Teilnehmer (Trinidad und Tobago)
| Gelbes Symbol für Goldmedaillen mit stilisierten Olympischen Ringen | Graues Symbol für Silbermedaillen mit stilisierten Olympischen Ringen | Braundes Symbol für Bronzemedaillen mit stilisierten Olympischen Ringen |
| ------------------------------------------------------------------- | --------------------------------------------------------------------- | ----------------------------------------------------------------------- |
| —                                                                   | 1                                                                     | —                                                                       |

Trinidad und Tobago nahm an den Olympischen Sommerspielen 1948 in London, England, mit einer Delegation von fünf Sportlern (allesamt Männer) teil.

## Medaillengewinner

### Silber
| Name(n)       | Sportart     | Wettkampf    |
| ------------- | ------------ | ------------ |
| Rodney Wilkes | Gewichtheben | Federgewicht |

## Teilnehmer nach Sportarten

### Gewichtheben
- Rodney Wilkes
Federgewicht: Silber

### Leichtathletik
- George Lewis
100 Meter: Viertelfinale
200 Meter: Vorläufe

- Wilfred Tull
800 Meter: Vorläufe
1500 Meter: Vorläufe

- Manny Ramjohn
5000 Meter: Vorläufe
10.000 Meter: DNF

### Radsport
- Compton Gonsalves
Sprint: 2. Runde
1000 Meter Zeitfahren: 16. Platz